# Майський (Романовський район)
Ма́йський (рос. Майский) — селище у складі Романовського району Алтайського краю, Росія. Адміністративний центр Майської сільської ради.

## Населення
Населення — 469 осіб (2010; 437 у 2002).
Національний склад (станом на 2002 рік):
- росіяни — 92 %